# فريدريك مور (لاعب كريكت)
فريدريك مور (26 فبراير 1873 - 1 مارس 1947) (بالإنجليزية: Frederick James Stevenson Moore)‏ هو لاعب كريكت بريطاني.